# Jägerkaserne (Erfurt)

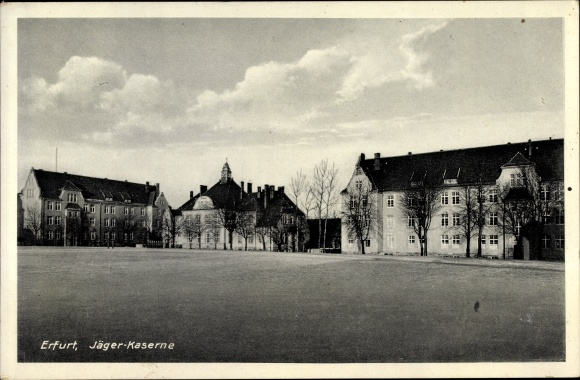
Jäger Kaserne Erfurt, 1939

Die Jägerkaserne war eine Kaserne in Erfurt, Thüringen. Sie wurde ab 1912 erbaut und befand sich in der heutigen Christian-Kittel-Straße.

## Geschichte
Die Kaserne bestand aus zwei fünfgeschossigen Hauptgebäuden und wurde für Kavallerietruppen der Reichswehr errichtet.
In der heutigen Zeit ist die Landespolizeidirektion Erfurt-Süd und die Verkehrspolizeiinspektion Erfurt in den ehemaligen Kasernengebäuden untergebracht. Die Kasernengebäude wurden trotz Umbauten und Erweiterungen weitestgehend im Originalzustand erhalten.

## Ehemalige Dienststellen
- Regimentsstab, 1. und 3. Escadron des Reiter-Regiments 16 der Reichswehr
- Stab der Panzer-Brigade 1 der 1. Panzer-Division der Wehrmacht
- Infanterie-Nachrichtenabteilung der 29. Infanterie-Division (mot.) der Wehrmacht